# Harold T. Wilkins
Harold Tom Wilkins (Gloucester, 1891 – 1960) è stato un giornalista e scrittore britannico.
È considerato uno dei pionieri della teoria degli antichi astronauti.

## Biografia
Wilkins studiò lingua inglese e storia all'Università di Cambridge. Dopo la laurea lavorò inizialmente come professore di scuola, poi iniziò la carriera di giornalista. All'epoca della prima guerra mondiale si dichiarò obiettore di coscienza e fu imprigionato. Dopo la guerra, si interessò di tecnologia e storia della scuola pubblica britannica e nel 1925 pubblicò il suo primo libro, intitolato Great English Schools. In seguito si interessò a storie sui pirati e altre leggende del mare e nel 1929 pubblicò un libro sui tesori nascosti dei pirati, intitolato Hunting Hidden Treasures. Nel 1931 scrisse per la rivista Quarterly Review una dettagliata descrizione del mistero della nave Mary Celeste. Negli anni quaranta cominciò ad interessarsi di archeologia misteriosa e si occupò delle antiche civiltà del Sudamerica, ipotizzando un loro legame con Atlantide: influenzato dalla teoria della Terra cava, riteneva che i discendenti di Atlantide avessero raggiunto il Sudamerica attraverso alcune gallerie sotterranee. Nel 1945 pubblicò sulle civiltà del Sudamerica il libro Mysteries of Ancient South America. Negli anni cinquanta, influenzato dalle storie di avvistamenti di dischi volanti, Wilkins iniziò ricerche per trovare tracce di antichi avvistamenti di UFO e di esseri venuti dallo spazio nelle leggende e opere letterarie antiche, pubblicando nel 1954 il libro Flying Saucers on the Moon, in cui apparve il termine "astronauti del passato". Nel libro Flying Saucers on the Attack, pubblicato nello stesso anno, Wilking sosteneva che gli UFO erano ostili. Alla fine degli anni cinquanta, Wilkins si interessò di misteri medievali e sparizioni misteriose di navi, aerei e persone, conducendo su questi argomenti ricerche storiche secondo lo stile di Charles Fort e pubblicando i libri Strange Mysteries of Time and Space e Mysteries Solved And Unsolved. 
Wilkins morì nel Kent a 68 anni. Era sposato con Winifrede Winspeare, da cui ha avuto un figlio.

## Critiche
Per scrivere i suoi libri sui tesori dei pirati, Wilkins condusse ricerche negli archivi navali che custodivano documenti del XVII e XVIII secolo. Gli è stata rimproverata una mancanza di senso critico per cui, pur essendosi laureato a Cambridge ed essendo in grado di tradurre agevolmente il latino e lo spagnolo, non si accorse che la mappa del tesoro del Capitano Kidd era un falso. L'antropologo John Alden Mason ha definito le affermazioni di Wilkins sulle antiche civiltà come pseudostoria. Il saggista Jason Colavito ha accusato Wilkins di plagio, perché nel libro Secret Cities of Old South America sarebbe contenuto materiale preso dal libro La dottrina segreta di Helena Blavatsky.

## Libri pubblicati

### Scuola e tecnologia
- Great English Schools, 1925
- Marvels of Modern Mechanics: the Mastery of Land, Sea And Air, 1930

### Tesori dei pirati
- Hunting Hidden Treasures ,1929
- Modern Buried Treasure Hunters, 1934
- Pirate treasure, 1934
- Captain Kidd and his Skeleton Island, 1937
- Panorama of Pirate Treasure, 1940
- Mysteries and Monsters of the Deep, 1948
- The Mystery and Legend of Cocos Treasure Island, 1948

### Antiche civiltà del Sudamerica
- Mysteries of Ancient South America, 1945
- Secret Cities of Old South America, 1952

### Antichi astronauti e UFO
- Flying Saucers on the Attack, 1954
- Flying Saucers from the Moon, 1954
- Flying Saucers Uncensored, 1955

### Misteri vari
- Strange Mysteries of Time and Space, 1958
- Mysteries Solved And Unsolved, 1961